# Adamnan (imię)
Adamnan – imię męskie pochodzenia celtyckiego,  prawdopodobnie spieszczenie imienia biblijnego Adam. Tak jest interpretowane w pracach irlandzkich. Patronem imienia jest św. Adamnan (opat). Adamnan imieniny obchodzi 6 kwietnia i 24 grudnia.